# Utvrda u Malborku
Utvrda Malbork dominira gradom Malborkom, na sjeveru Poljske u Pomeranskom vojvodstvu. Obrambena utvrda sagrađena je u gotičkom stilu i pokriva površinu od više od 250 000 m². To je klasični primjer srednjovjekovne utvrde koji se gradio preko 230 godina, a po završetku izgradnje, 1406. godine, bio je najveći gotički dvorac u Europi, te najveći dvorac od cigli na svijetu. Upisana je u UNESCO-ov popis Svjetske baštine 1997. godine.
Teutonski vitezovi počeli su graditi utvrdu oko 1274. Naselje je dobilo gradska prava 1276. godine. I utvrda i grad, dobili su ime po zaštitnici grada, Blaženoj Djevici Mariji. Prvotno se zvao Marienburg, što doslovno znači "Marijina utvrda". Dvorac zapravo čine tri dvorca izgrađenih jedan u drugome.
Tijekom Trinaestogodišnjeg rata teutonski vitezovi su dvorac prepustili carskim vojnicima iz Češke koji su ga 1457. godine prodali poljskom kralju Kazimiru IV. Nakon što su Prusi pružili trogodišnji otpor Poljacima grad je ipak pao i vođa otpora, Bartholomäus Blume, je obješen i raščetvoren.
Utvrda je bila oštećena tijekom ratova sa Švedskom, tijekom tri podjele Poljske i Napoleonovih ratova. Obnova je započela 1817., a od 1877. utvrdu je obnovljao K. Steinbrechtem do svoje smrti 1923. Godine 1945. teško ga je oštetila Crvena armija tijekom bitke u gradu i više od 50% dvorca je bilo uništeno. Dvorac je obnovljen u godinama nakon rata. Obnova je dovršena u travnju 2016. godine. U utvrdi je 1961. godine otvoren muzej s izlošcima o povijesti dvorca i grada Malborka.

## Vanjske poveznice
|  | Zajednički poslužitelj ima stranicu o temi Castle in Malbork    |
|  | Zajednički poslužitelj ima još gradiva o temi Castle in Malbork |